# Todd Martin
Todd Christopher Martin (født 8. juli 1970 i Hinsdal, Illinois, USA) er en tidligere amerikansk tennisspiller, der var professionel fra 1990 til 2004. Han vandt igennem sin karriere 8 single- og 5 doubletitler, og hans højeste placering på ATP's verdensrangliste var en 4. plads, som han opnåede i september 1999.

## Grand Slam
Martin spillede sig gennem karrieren i to Grand Slam-finaler, men formåede ikke at vinde nogen af dem. I 1994 mødte han i finalen ved Australian Open landsmanden Pete Sampras, som vandt i 3 sæt. I 1999 var det finalen ved US Open Martin nåede frem til. Igen var modstanderen en landsmand, Andre Agassi, der besejrede Martin i 5 sæt.